# Eri Nitta
 (août 2024).
Si vous disposez d'ouvrages ou d'articles de référence ou si vous connaissez des sites web de qualité traitant du thème abordé ici, merci de compléter l'article en donnant les références utiles à sa vérifiabilité et en les liant à la section « Notes et références ».
Eri Nitta (新田恵利, Nitta Eri), de son vrai nom Eri Nagayama (長山恵利, Nagayama Eri, née le 17 mars 1968 à Kamifukuoka, préfecture de Saitama, au Japon) est une chanteuse et idole japonaise des années 1980.

## Biographie
Elle débute en 1985, en tant que membre fondatrice du groupe pop féminin Onyanko Club, sous le numéro "4". Après l'exclusion de quatre des autres "fondatrices" du groupe surprises à fumer illégalement, elle en devient le membre le plus populaire, et débute parallèlement en solo en janvier 1986, avec un tube no 1 des ventes à l'oricon, Fuyu no Opera Glass. Elle chante notamment le thème original de la série anime  Les quatre filles du docteur March en 1987, et apparait dans quelques drama et un film.
Sa popularité décroit après la séparation du groupe en 1987, et elle se retire en 1990, après avoir sorti sur le label Pony Canyon une dizaine de singles, quatre albums et deux compilations. Elle réapparaît de temps en temps à la télévision dans des émissions sur les idoles du passé, et fait partie de la reformation temporaire d'Onyanko Club en 2002. Elle anime régulièrement une émission de radio dans les années 2000.

## Liens
- (ja) Blog officiel
- (ja) Fiche officielle sur le site de son agence
- (ja) Fiche officielle sur le site de sa radio
- (en) Fiche sur idollica

- Ressources relatives à la musique :   - Discogs
  - MusicBrainz
  - VGMDb
- Ressource relative à l'audiovisuel :   - IMDb
- Notices d'autorité :   - ISNI
  - Japon